# Credo Optinell 12
A Credo Optinell 12 autóbusz a Krankovics István tulajdonában álló győri Kravtex-Kühne Csoport távolsági forgalomra szánt, 1000 mm-es padlómagasságú típuscsaládja.
Az Inovell típusnál magasabb padlószinttel és komfortfokozattal rendelkezik.
A 2016-ban bejelentett fejlesztési programnak köszönhetően összesen 4 fajta méretváltozatban lesz elérhető, 9.7, 11,12, és 12.7 méter hosszúságban.
Az Optinell 12 ma a Credo-kínálat második legnagyobb teljesítményű motorral (220 kW) felszerelt típusa a Citadell 19 után.
Ajtóképlete 1-1-0, összesen 51 távolsági utasüléssel rendelkezik a 12 méteres változat. A magasabb padlószintnek köszönhetően a busz 8 m³-es csomagtérrel rendelkezik, ezért a gyártó kimondottan Intercity forgalomra ajánlja a típust.
A 12 méteres típus a Credo LH 12 utóda, növelt hosszúsággal (17 cm) és felfrissített dizájnnal.
2015 őszén kerül bemutatásra az Euro 6-os motorral szerelt verzió.

## Lásd még
- Credo LH 12